# 驼峰乡 (浑源县)
驼峰乡，是中华人民共和国山西省大同市浑源县下辖的一个乡镇级行政单位。

## 行政区划
驼峰乡下辖以下地区：
驼峰村、田村、东堡村、中堡村、西堡村、李千庄村、梨园村、高窑村、浅涧村、彦头村、宋庄村、西窑村、郭家庄村、深涧村和曲家坪村。